# Fulcinia
Fulcinia es un género de mantis  (insectos del orden Mantodea) que cuenta con las siguientes especies. Es originario de Nueva Guinea.

## Especies
- Fulcinia alaris
- Fulcinia exilis
- Fulcinia punctipes
- Fulcinia uxor